# Achillea atrata
Espèce
Classification phylogénétique
L'achillée noirâtre (Achillea atrata), aussi appelé millefeuille noire, est une espèce de plante herbacée vivace de la famille des Astéracées.

## Habitat
Cette plante se trouve dans des éboulis et des moraines calcaires et humides à une altitude de 1 300 à 3 400 mètres.

## Répartition
Plante endémique aux Alpes : Suisse, Italie, Autriche, Slovénie. En France, elle est notamment présente dans les départements de la Savoie et la Haute-Savoie.

## Statut
Cette espèce est menacée.